# Śruba napędowa

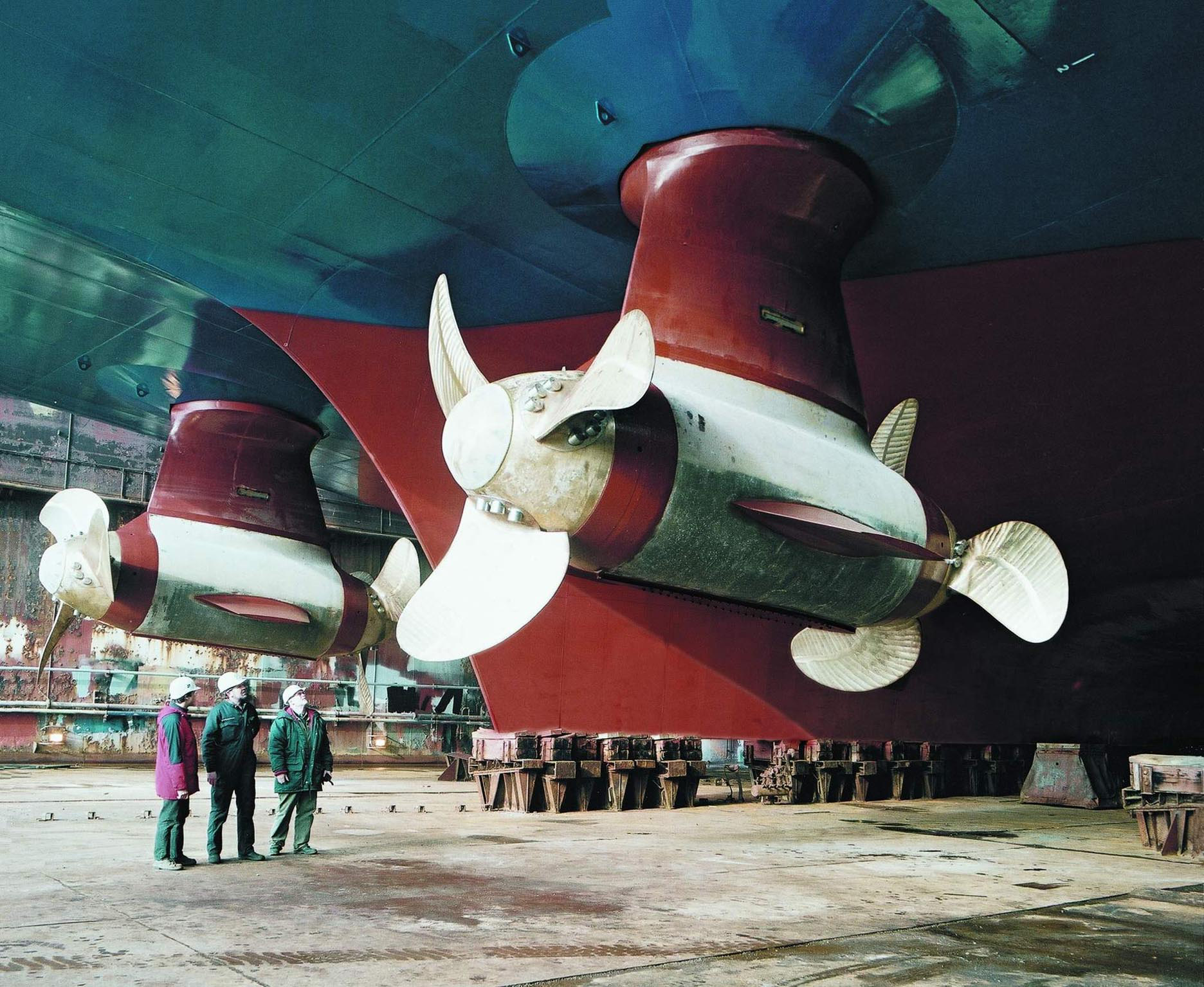
Pędniki gondolowe wyposażone w śruby nastawne

Śruba napędowa, śruba okrętowa, śruba statku – rodzaj pędnika o helikoidalnym kształcie, służący do mechanicznego napędzania statku wodnego przez oddziaływanie helikoidalnych płaszczyzn śruby (łopat) na wodę, wprawiających ją przez to w ruch w kierunku rufy, jednostkę zaś w której jest umieszczona w kierunku przeciwnym.
Parametrem śruby jest skok śruby określający drogę, jaką pokonałaby w ośrodku śruba napędowa jednostki pływającej podczas jednego obrotu, jeśli nie ma poślizgu wzdłużnego. Ze względu na skok rozróżnia się śruby stałe i nastawne. Śruby okrętowe o stałym skoku stosowane są w układach napędowych z silnikami nawrotnymi, gdzie prędkość i kierunek poruszania się jednostki (naprzód/wstecz) regulowane są prędkością obrotową i kierunkiem obrotów śruby. Śruba nastawna daje możliwość zmiany kąta natarcia łopat, a więc zwrotu i wartości wytwarzanej siły ciągu. Dzięki temu zachowując kierunek obrotów i prędkość obrotową (śruby) silnika głównego, poprzez zmianę kąta ustawienia łopat możliwy jest zmiana ruchu do przodu lub wstecz oraz zmiana prędkości. Ustawienie łopat w położeniu neutralnym (skok zerowy) statek nie jest napędzany a opór stawiany przez śrubę jest minimalny.
Śruba składana często stosowana jest na jachtach żaglowych, gdzie istotną rolę odgrywa opór hydrodynamiczny stawiany przez łopaty śruby. Ich konstrukcja pozwala na złożenie łopat podczas poruszania się pod żaglami oraz ich samoczynne rozłożenie pod wpływem siły odśrodkowej przy obracającym się wale napędowym. Tego typu rozwiązanie jest mało efektywne przy ruchu wstecz, natomiast pozbawiona tej wady jest znacznie bardziej zaawansowana konstrukcyjnie śruba z obrotowymi łopatkami, w której w zależności od kierunku obrotów wału napędowego, ustawienie łopatek śruby samoczynnie zmienia się do ruchu "naprzód" lub "wstecz", a przy nieruchomym wale łopatki ustawiają się "w chorągiewkę".

## Historia
Wynalezienie śruby napędowej przypisuje się następującym osobom:
- David Bushnell (1776) – amerykański wynalazca i matematyk,
- Josef Ressel (1827) – austriacki wynalazca, z zawodu inżynier leśnictwa,
- Louis Frédéric Sauvage (1832) – francuski wynalazca i konstruktor okrętów,
- John Ericsson (1836-1837) – amerykański inżynier i wynalazca szwedzkiego pochodzenia.

Pierwsze znane pomysły użycia śruby do napędu statku pochodzą z 1802, kiedy Edwart Shorter opatentował ręcznie napędzaną śrubę, zaznaczając, że odpowiednio zaprojektowany silnik parowy byłby znacznie użyteczniejszy do tego celu. Niezależnie od niego śrubę napędową zaprojektował Edward Lyon Berthon po przykrym dla niego doświadczeniu: 28 czerwca 1834, gdy podczas miesiąca miodowego wybrał się w rejs po Jeziorze Genewskim, jego szkicownik został zalany wodą z koła łopatkowego przepływającego obok statku. Berthon wysłał swój projekt do Admiralicji Royal Navy, która odrzuciła jego pomysł jako niepraktyczną zabawkę.
Śruba została ponownie niezależnie wynaleziona przez Francisa Pettita Smitha – jednego z głównych projektantów „Archimedesa”, pierwszego statku napędzanego śrubą. Pierwszym okrętem o napędzie śrubowym był angielski HMS „Rattler”, wodowany w 1843.